# رزباد (آریزونا)
رزباد (به انگلیسی: Rosebud) یک منطقهٔ مسکونی در ایالات متحده آمریکا است که در آریزونا واقع شده است. رزباد ۲٬۴۹۶ متر بالاتر از سطح دریا قرار دارد.